# Bizzarro
Bizzarro (in inglese Bizarro) è un personaggio dei fumetti statunitensi pubblicati da DC Comics, appartenente alla cerchia di comprimari di Superman. È il risultato di un esperimento di clonazione fallito effettuato su Superman, e interpreta frequentemente il ruolo del cattivo, sebbene non sia realmente malvagio o male intenzionato. I poteri di Bizzarro sono variati a seconda dell'autore che lo descriveva; a volte possiede tutti i poteri di Superman, mentre altre volte ha i poteri contrari. Bizzarro apparve per la prima volta nei tardi anni cinquanta, e da allora è stato un personaggio piuttosto ricorrente. È stato messo al 25º posto nella lista dei 100 migliori criminali della storia dei fumetti nella classifica creata da IGN.
Bizzarro è forse descritto perfettamente come un "duplicato imperfetto" di Superman, tant'è vero che nelle traduzioni italiane che uscivano per Gli Albi del Falco il nome che gli fu dato era Duplex. Spesso Bizzarro usa parole di significato opposto al senso che intende dargli (ad es. Salvare=Uccidere, Buono=Cattivo, Amore=Odio), come risultato delle proprie imperfezioni che lo portano di frequente a un ruolo di cattivo nelle avventure di Superman. Tuttavia, Bizzarro ha anche interpretato a volte il ruolo di eroe, poiché desidera molto diventarlo.

## Bizzarro Pre-Crisis
Bizzarro fu creato da Lex Luthor, che usò il "raggio duplicante" su Superman, sperando di usare il duplicato per attaccarlo. Tuttavia, questo Bizzarro non cooperava ma cercava invece di emulare Superman. Sfortunatamente, i suoi sforzi di imitare il supereroe originale furono maldestri e disastrosi, ed egli rapì Lois. Ciò si risolse quando Lois creò una Bizzarro-Lois per Bizzarro, usando il "raggio duplicante". Sentendosi respinti dalle persone della Terra, se ne andarono nel mondo di Arret, che aveva un'antica tecnologia avanzata che fu usata per popolare il pianeta con altri Bizzarro creati nella stessa maniera. Quasi tutti su Arret assomigliavano ad un brutto Superman (e avevano superpoteri) o ad una brutta Lois Lane. Quando Superman visitò il pianeta, fu arrestato per essere normale, ma l'eroe riuscì ad ottenere il suo rilascio in cambio di modificare la forma del pianeta in un cubo.
La sua unica debolezza era la kryptonite blu, creata usando la stessa macchina per duplicare la kryptonite verde. Nonostante Bizzarro si comporti seguendo quello in cui crede, la sua logica spesso lo fa essere cattivo.
Originalmente le abilità di Bizzarro erano le stesse di Superman, ma fu colpito da un meteorite che le trasformò in poteri contrari: soffio calorifico, vista congelante, vista microscopica che in realtà aumentava la grandezza delle cose che vedeva, vista a raggi X che funzionava solo attraverso il piombo, ecc. Superman si trovò contro questi nuovi poteri in una avventura in cui Bizzarro voleva "salvare Lois Lane", che nella sua logica significava che la voleva uccidere.

### Aspetto
Bizzarro ha la pelle biancastra e a volte rocciosa, una carnagione pallida, e un viso deforme. In aggiunta, la sua versione del famoso simbolo di Superman è di solito al contrario. Bizzarro indossa una targa che dice "Bizzarro #1", per distinguersi dagli altri cloni falliti di Superman su Arret.

### Il mondo di Bizzarro
Nel mondo di Bizzarro, un pianeta a forma di cubo chiamato "Arret" (Terra al contrario), la società è governata dal Codice Bizzarro, che afferma che è un crimine fare qualcosa bene o fare qualcosa di bello o perfetto. In un episodio, per esempio, un commesso vende "obbligazioni Bizzarro. Una garanzia di perdere soldi". Più tardi in questo episodio, il sindaco chiede a Bizzarro n. 1 di investigare riguardo a un crimine, poiché è "più stupido dell'intero corpo di polizia Bizzarro messo insieme". Questo è inteso e preso come un grande complimento.
Storie successive presentarono versioni Bizzarro dei personaggi secondari di Superman, ad esempio un Bizzarro-Perry White ed un Bizzarro-Jimmy Olsen, creati usando il raggio duplicante su altri personaggi oltre Superman e Lois Lane, come i figli di Bizzarro e Bizzarro-Lois. C'era anche una Bizzarro-Justice League e una Bizzarro-Justice Society.
In un'avventura del 1968, Batman e Superman sono rapiti da un agente proveniente da un remoto futuro e da un pianeta di forma Ovale. In tale pianeta, sono considerati e venerati come i capostipiti della loro specie. Dopo molte ricerche, scoprono di trovarsi su una versione futura di "Mondo Duplex". Una tempesta cosmica, da cubico, aveva reso ovale il pianeta e fatto diventare normali gli abitanti (anche se qualche caratteristica "Duplex" era rimasta, tipo il mettere sulle maglie o al collo non l'iniziale del nome, ma la finale). Per farsi riportare a casa, si mettono a comportarsi ed a parlare secondo gli schemi "Bizzarro" (o meglio, come si diceva allora, "Duplex"). Gli abitanti irritati li fanno rimandare indietro.

### Linguaggio
Bizzarro e gli altri abitanti del mondo di Bizzarro usano una forma di inglese strana ma prevedibile. Le caratteristiche principali sono:
- la mancanza del pronome soggetto in favore del pronome oggetto, quando il primo è necessario. Ad esempio, Bizzarro si presenterebbe dicendo "Me è Bizzarro" invece di "Io sono Bizzarro";
- la mancanza di coniugazioni verbali appropriate: Bizzarro difatti usa solo la terza persona della coniugazione di ogni verbo. Ad esempio, il verbo essere è sempre coniugato "è", e darà quindi origine a frasi come "Tu è bravo".

### Morte
In Superman n. 423 e Action Comics n. 583, Alan Moore scrisse Che cosa è successo all'Uomo del Domani?, la "storia finale" di Superman per l'era Pre-Crisis (sebbene scrittori posteriori l'abbiano ricollegata dicendo che fosse una realtà alternativa). All'inizio di Superman n. 423, l'eroe ha il suo ultimo scontro con Bizzarro, che si stava dedicando ad una baldoria assassina.
Superman si era allontanato dalla Terra, conducendo delle ricerche per il governo. Quando ritornò, trovò interi blocchi di città orribilmente distrutti, e gli fu detto che Bizzarro era in preda ad una furia assassina, e stava distruggendo edifici e ferendo persone innocenti.
Trovatosi dinanzi a Superman, Bizzarro gli disse «Questo è parte del piano di miglioramento del genio Bizzarro.» Bizzarro spiega a Superman che siccome Krypton era andato distrutto per caso, lui aveva distrutto Arret apposta.

"Bizzarro... cosa ti è successo? Non posso credere che tu abbia davvero distrutto il tuo mondo!"

"Ha! Questo è solo l'inizio! Poi, me capisce che Superman non uccide mai, così me uccide molte persone! Loro molto grati! Urlano di gioia!"

"Hai ucciso delle persone? Oh, Dio..."

"...Ma poi me finalmente capisce che me deve essere un perfetto duplicato imperfetto: è un piccolo meteorite di kryptonite blu che me porta con sé per augurare buona fortuna!"

Bizzarro mette la kryptonite blu davanti a sé.

"Vedi... tu è vivo, Superman... e se me è un perfetto duplicato imperfetto, allora me deve essere... deve essere..."

Bizzarro piomba sul pavimento.

"Bizzarro!"

"Uh... tutto, diventa scuro... Ciao, Superman. Ciao."

Bizzarro muore.

Non molto tempo dopo, l'identità segreta di Superman è scoperta ed i suoi nemici cercano di uccidere lui e tutti coloro a cui è legato. Superman successivamente scopre che Mister Mxyzptlk era colui che orchestrava gli attacchi, ed era anche il responsabile dello strano comportamento di Bizzarro.

## Bizzarro Post-Crisis
Il mondo di Bizzarro fu cancellato dall'universo DC durante Crisi sulle Terre infinite. Da allora, due Bizzarro furono creati da Lex Luthor. Tuttavia, nella versione Post-Crisis, le imperfezioni nei duplicati sono alla fine fatali. Il primo Bizzarro creato Post-Crisis apparve in "Man of Steel #5" (1986). Un Bizzarro-Superboy fu creato dal Progetto Cadmus, quando usarono lo stesso processo provando a clonare Superman. Fu anche usato per creare un Bizzarro-Harley Quinn dopo che Bizzarro sviluppò un'infatuazione su Quinn. La versione corrente di Bizzarro ha un'origine molto diversa, poiché è stato creato dal Joker usando i poteri di Mister Mxyzptlk; la sua prima apparizione fu in "Superman Vol. 2 #160", e sembra essere il Bizzarro Post-Crisis più di lunga vita.

### Aspetto
Diversamente dal Bizzarro originale, il Bizzarro Post-Crisis non è pallido e squadrato. Invece, ha una carnagione grigiastra, occhi gialli, un corpo eccessivamente muscoloso, ed un sorriso maniacale. Bizzarro ha un'uniforme viola e verde, ed il logo sul petto è invertito, ha quindi una "S" al contrario.

### Poteri e abilità
Originalmente le abilità di questo Bizzarro erano le stesse di Superman, ma, come omaggio dalla sua controparte Pre-Crisis, anche questo Bizzarro sviluppa poteri inversi, aggiungendo anche cose tipo "soffio calorifico" e "vista congelante". Ha anche scoperto di essere fisicamente più possente di Superman, ma la natura della sua mente fratturata lo lascia incapace di usare questo potenziale. Nella miniserie a fumetti Man of Steel, invece, la forza dei due si equivale, ma questo mette comunque Bizzarro in vantaggio perché mentre lui, privo di inibizioni, in uno scontro fisico riesce a sprigionare tutta la sua potenza, Superman invece è ormai abituato a trattenersi inconsciamente per non rischiare di uccidere.
Di recente ha anche scoperto di poter essere un creatore di mondi grazie alle radiazioni di un sole migliaia di volte più potente di quelli della Terra e di Krypton, ricreando così il suo Mondo Bizzarro (ossia una versione cubica della Terra) e partorendo delle versioni Bizzarro degli amici e dei nemici di Superman dal proprio corpo.
Il Bizzarro Post-Crisis Bizzarro ha incontrato la kryptonite blu in solo un'occasione, quando Batzarro gli si presentò con un anello con una pietra di questo materiale incastonata sopra. L'anello ebbe come effetto quello di far parlare Bizzarro normalmente e di farlo comportare razionalmente, ma aveva ancora paura dell'anello. L'anello sembra non avere alcun effetto su Batzarro poiché è un clone di Batman.

### Linguaggio
Il Bizzarro Post-Crisis adottò tutte le idiosincrasie linguistiche del suo corrispondente Pre-Crisis, ma stabilì nuove convenzioni; egli infatti nega ogni parola possibile nella frase. Sebbene l'uso sia quasi inconsistente, questo di solito include:
- negare i verbi;
- sostituire gli aggettivi con i propri contrari;
- sostituire alcuni nomi con i loro contrari.

Questo ha l'effetto di formare frasi con doppie o triple negazioni molto frequentemente. Combinato con il fatto che la logica di Bizzarro è già abbastanza danneggiata, alcuni dialoghi risultano piuttosto difficili da seguire.

### Batzarro
Una versione Bizzarro di Batman debuttò con Jeph Loeb, che introdusse nell'universo DC Batzarro. La sua origine è sconosciuta, ma il suo modo di parlare è praticamente identico a quello di Bizzarro. Batzarro, inoltre, non ha gli spazi sulla maschera per vedere (e ciò non fa capire come possa vedere) ed ha i denti gialli e grossi. Si definisce il «peggior detective del mondo».
Secondo Bizzarro, «Lui non viene dallo stesso posto di Bizzarro #1. Ecco perché noi è così diversi».. Ovvero, secondo il codice Bizzarro, ciò può voler dire:"Siamo tanto simili, poiché veniamo dallo stesso posto".

### Lanterna Gialla
Lanterna Gialla è la versione bizzarro di Lanterna Verde. Indossa la divisa di Lanterna Verde, ma di colore giallo e con il disegno di una lanterna al contrario sul petto. Così come Lanterna Verde non ha potere sugli oggetti gialli con il suo anello, Lanterna Gialla non ne ha sugli oggetti verdi. Per questo, i due non potrebbero colpirsi l'uno con l'altro.

### Altri personaggi Bizzarro
Pur essendo il Bizzarro simile a Superman quello predominante, chi abbia una pelle bianca o cristallina (dipende dall'autore), e parli con lo strano modo di Bizzarro può essere considerato un Bizzarro nell'Universo DC. In "DC One Million", per esempio, ci sono riferimenti ad un futuro Bizzarro epidemico, dove tale condizione equivale allo zombismo. Successivamente, la Justice League incontra dei duplicati di Bizzarro che sono usati come scagnozzi.
Molti duplicati Bizzarro andrebbero in panne e si disintegrerebbero dopo aver sopportato un considerevole ammontare di stress. Questo è attribuito alla natura imperfetta del processo di duplicazione, originalmente incapace di gestire la natura extraterrestre di Superman.
Processi simili a quello di Luthor furono usati da Due Facce per creare una Bizzarro-Supergirl e da Brainiac 5.1 per creare una Legione-Bizzarro Post-Crisis. Ci fu anche una miniserie di Steve Gerber e M.D. Bright, che descriveva un Bizzarro che era il duplicato di un uomo ordinario che per puro caso assomigliava a Superman.
In Superman: Red Son, Bizzarro è un clone imperfetto di Superman creato da Lex Luthor. Il suo costume ricorda quello di Superman, ma il suo monogramma è uno scudo con "US" stampatovi. Ha i capelli rossi e una pelle strana con vesciche e vene dilatate. Si sacrifica per salvare Londra da un attacco missilistico. Nell'omonimo film, il fisico è esattamente quello di Superman così come il costume, ma cambia il nome in SuperiorMan e viene alimentato a distanza da impulsi elettrici. Morirà a causa dei troppi impulsi elettrici che lo renderanno ipertrofico e lo porteranno al collasso.
In Escape from Bizarro World (tradotto in italiano "Fuga da Mondo Bizarro") si vede una versione Bizarro della Justice League comprendente: Bizarro Batman, sul cui costume è stampato uno smiley giallo e che possiede una bat-casetta sull'albero; Bizarro Hawkgirl, che non parla ma stride come un vero falco; Bizarro Wonder Woman, in possesso di una corda col potere di far dire bugie a chi ne viene legato (l'esatto contrario della corda di Wonder Woman), Lanterna Gialla, che in questo mondo è un membro della Sinestro Corps., e Bizarro Flash, una versione sovrappeso di Flash che si stanca dopo aver corso per pochi secondi. Più avanti nella storia si possono vedere anche delle versioni Bizarro di Freccia Verde, Robin, Aquaman, Lex Luthor, Doomsday, il Joker e Brainiac.
In Le Battaglie del Secolo: Marvel VS DC - Unlimited Access del 1997 in una vignetta appare, come conseguenza della possibile fusione del mondo Marvel con quello DC a causa dello scontro dei due Access, una versione di Mondo Bizarro fusa con la New York di Spider-Man: qui il Tessiragnatele ha un costume rosso sbiadito, si fa chiamare "il vostro disaffezionato Clone-Ragno di quartiere" e dietro di lui appaiono una serie di suoi cloni. Si vedono anche delle versioni Bizarro di J. Jonah Jameson e Mary Jane Watson.
In Le Nuove Avventure di Superman del settembre 2014 si vede un tentativo di curare Bizarro dalla sua mente contorta e invertita. Il professor Hamilton, dei laboratori S.T.A.R., testa su Bizarro un siero sperimentale per curare il morbo di Alzheimer. Il risultato è positivo e per un po' di tempo Bizarro riesce a parlare e pensare come un normale essere umano e sentendosi come Superman quando prese coscienza dei poteri che aveva. Superman lo aiutò a gestire questo problema e Bizarro iniziò una breve carriera come aiutante di Superman. Tuttavia, la vera mente di Bizarro stava riprendendo il sopravvento e Bizarro, per evitare di creare di nuovo problemi quando fosse successo, chiese di essere spedito in un altro pianeta, lontano dalla Terra.

### Zibarro
Su Mondo Bizarro solo uno dei suoi cinque miliardi di abitanti ha la mente di un normale essere umano. Questo Bizarro si presenta a Superman come Zibarro (ossia Bizarro anagrammato). Il suo costume è praticamente l'esatto contrario rispetto all'Uomo D'Acciaio: mantello azzurro, calzamaglia rossa, stemma con una "Z" gialla su sfondo azzurro, stivali rossi e porta dei pantaloncini corti di colore azzurro. Nonostante Zibarro ricordi Superman sia come aspetto fisico che come mentalità, non sembra avere alcun potere (anche se è da chiarire il perché: se lui, essendo la versione Bizarro di Bizarro, non abbia effettivamente superpoteri o li stia perdendo gradualmente così come l'Uomo D'Acciaio, dovuto all'esposizione al sole rosso, durante la storia). Zibarro aiuta Superman a fuggire da Mondo Bizarro, bruciando così la sua possibilità di fuggire anche lui. Ma Superman gli promette di tornare per salvarlo. Zibarro appare nella storia All-Star Superman.

## New 52
Dopo che Barry Allen ha modificato gran parte della storia dell'Universo DC (evento narrato in Flashpoint), Bizzarro è un clone di Superman creato in laboratorio da Lex Luthor e risponde al nome di Soggetto B-Zero (che, in inglese, suona molto simile alla parola Bizarro).

## Altri media

### Cinema
In alcune scene che furono poi eliminate dalla versione originalmente distribuita nei cinema di Superman IV, un essere chiamato l'Uomo Nucleare è creato da Lex Luthor usando un capello di Superman; nella continuità dei film, questo era il predecessore dell'Uomo Nucleare che apparve nella scena definitiva. Questo primo Uomo Nucleare aveva un aspetto inumano e parlava in modo sgrammaticato, come normalmente associato al personaggio di Bizzarro. Questo Uomo Nucleare simile a Bizzarro apparve nell'adattamento a fumetti del film. La Warner Bros. ha confermato che questo e altre scene "perse" di Superman IV sono state ritrovate e potrebbero essere incluse come "scene eliminate" nella riedizione in DVD del film del 2006. In Superman III, invece appare un personaggio molto diverso da Bizzarro con poteri e caratteristiche identiche a quelle di Superman. Questo avversario è definito la parte malvagia di Superman (alcuni fan lo hanno paragonato più a Ultraman che a Bizzarro) che a causa della kryptonite si trasforma in un essere irresponsabile, cattivo e molto crudele nei confronti di Clark Kent.

### Televisione

#### Superamici
La prima apparizione non-fumettistica di Bizzarro fu nella serie animata I Superamici. Nella serie, Bizzarro è descritto quasi come un personaggio completamente cattivo, e parte della Legione del Destino; nonostante l'ultima stagione avesse una descrizione più fedele come un personaggio goffo ma di buone intenzioni. Nell'episodio "La Squadra di Super Poteri Bizzarro", Bizzarro crea dei cloni Bizzarro di Wonder Woman, Cyborg, Firestorm, e perfino un Bizzarro-Mxyzptlk che porta il nome di Kltpzyxm.

#### Superboy
L'unica apparizione dal vivo del Bizzarro tradizionale fu nella serie TV Superboy (1988-1992). Era interpretato da Barry Meyers ed apparve in 7 episodi. La prima storia in due parti con Bizzarro, che si intitolava Bizzarro la Cosa d'Acciaio (parte uno) e La Battaglia con Bizzarro (parte due), era basata sulla prima storia di Bizzarro dei fumetti. In questa versione, Bizzarro fu creato quando Superboy saltò davanti ad una macchina duplicante creata dal professor Peterson (interpretato da George Chakiris) dopo che essa fu colpita ed attivata da un fulmine. Come nel fumetto, Bizzarro non era propriamente un cattivo, ma il suo contorto modo di pensare al contrario faceva sì che causasse spesso pasticci e combattesse Superboy. Questo Bizzarro era un duplicato instabile, cioè sarebbe alla fine esploso spontaneamente. Superboy e il Professor Peterson provarono ad "uccidere" l'essere non-vivente con la kryptonite verde, ma tale tentativo fallì. Allora duplicarono un pezzo di kryptonite con la macchina e crearono la kryptonite bianca, che invece di uccidere Bizzarro lo curò e lo stabilizzò.
In una storia successiva in due parti, intitolata La Moglie di Bizzarro, Bizzarro è manipolato da Lex Luthor nel tentativo di uccidere Superboy con la promessa che Luthor avrebbe creato una donna Bizzarro per lui. Luthor alla fine rapisce Lana e crea un suo duplicato Bizzarro. Questa Bizzarro-Lana impedisce a Bizzarro di uccidere Superboy convincendolo che Luthor è un uomo malvagio.
Più tardi, nella storia in due parti Essere umani Bizzarro-Lana esplode a causa dell'instabilità nei duplicati di Bizzarro, mandando Bizzarro in una profonda depressione. Superboy porta Bizzarro in un laboratorio di ricerche dove uno scienziato aveva trovato un modo per rendere Bizzarro umano trasferendogli delle onde cerebrali di Superboy. Il trasferimento mette chiarimento nella mente confusa di Bizzarro, facendolo pensare come un umano e rimuovendo i suoi poteri. Viene così fatto sull'immagine del figlio deceduto dello scienziato. Ma il processo di trasferimento lascia la mente di Superboy annebbiata e indebolisce i suoi poteri ed è ferito e catturato da un cattivo chiamato Chaos, che decide di ucciderlo gettandolo dall'edificio più alto della città. L'unico che può salvarlo è Bizzarro (che adesso aveva assunto il nome di Bill Zarro). Ma per farlo, deve invertire il processo di trasferimento e tornare ad essere Bizzarro. Egli salva Superboy perdendo la sua umanità.

#### Lois & Clark
In un episodio della serie televisiva Lois & Clark - Le nuove avventure di Superman, Lex Luthor crea un clone di Superman, con l'intento di ucciderlo e rimpiazzarlo con un eroe che può controllare. Nonostante il clone appaia identico a Superman nell'aspetto, è chiaramente la versione di Bizzarro del telefilm. Il personaggio è dipinto come immaturo ed ingenuo. Infatti, ad un certo punto Lois Lane dice confusamente, quando sta iniziando a sospettare che non sia il vero Superman, «È... bizzarro!».

#### Superman
In Superman, Bizzarro è una combinazione di quello Pre-Crisis e di quello Post-Crisis. Come si vede nel suo primo episodio Crisi d'Identità, Bizzarro è una creazione di Luthor, nonostante non sia mai stato inteso come quello che poi diventò. Luthor voleva fare un esatto clone di Superman, la cui sola differenza fosse che seguiva i suoi ordini. Usa campioni del DNA di Superman (raccolto dal sangue lasciato dalla sua debolezza dovuta alla kryptonite dall'episodio Un piccolo pezzo di casa) e creò cloni di Superman, il primo dei quali aveva aspetto e comportamento identici a quelli di Superman, e non sembra essere al corrente del suo alter ego Clark Kent quando salva il vero Clark che stava per precipitare. La duplicazione fallisce, comunque, e la forma e il costume di Bizzarro cambiano (spigoloso come in quello Pre-Crisis, ma colorato come quello Post-Crisis). Questa versione ha i colori sbiaditi sul costume con un simbolo "S" deformato (ma sempre al contrario), pelle pallida, e la sua postura suggerisce che abbia gli arti curvi.
Diversamente dalle sue altre incarnazioni fumettistiche, la logica di Bizzarro non segue uno schema contrario; la sua "logica Bizzarro" è il risultato della mente di Superman atrofizzata. Invece di fare cose cattive perché Superman ne fa di buone, Bizzarro prova a fare del bene, ma con scarso risultato. Per esempio, vede un ponte che si sta aprendo per far passare una nave, e pensa che il ponte sia rotto, e lo richiude quindi con la forza, fissandolo con la vista calorifica, senza capire cosa stava facendo la barca. Prova a salvare una signora anziana dall'essere investita da un autobus, dando un pugno al mezzo di trasporto, senza sapere che esso è pieno di passeggeri. Bizzarro, per quanto ne sa, è Superman, quindi l'apparizione del vero Superman lo confonde, e prova a mantenere l'idea nella sua mente di essere Superman, pretendendo che il vero eroe sia un impostore ("Me è Superman! Me è un eroe!"). Questa convinzione si sgretola quando vede il vero Superman salvare Lois Lane; poiché egli associa il salvare Lois con l'essere Superman, capisce la verità e successivamente si sacrifica per permettere a Superman e Lois di scappare dall'esplosione che distrugge il laboratorio in cui era stato creato ("Me non è Superman. Tu è Superman... Superman sempre salva Lois...). Nonostante un paio di gag a sue spese, la serie animata cerca di dipingere Bizzarro come una figura tragica - condannato ad avere i poteri di Superman, parti frammentate della sua mente, memorie, sentimenti (come l'attrazione per Lois) e perfino il desiderio di Superman di usare i suoi poteri per aiutare la gente, ma senza l'intelligenza per farlo bene.
Il mondo di Bizzarro, l'episodio successivo, descrive il passo successivo nella confusione di Bizzarro. Al corrente ora di non essere Superman, vaga per mesi prima di trovarsi per caso alla Fortezza della solitudine, dove il computer della Fortezza lo scambia per Superman e gli dice che è Kal-El, spiegandogli la sua discendenza kryptoniana. Con una nuova identità sbagliata, Bizzarro decide di ricreare Krypton a Metropolis, e la sua logica contorta lo convince che deve lanciare un missile su Krypton per distruggerlo di nuovo. Superman lo ferma, e gli dà una luna aliena che può chiamare "casa". Bizzarro rimane contento di questo fino alla puntata Piccolo grande uomo testa, in cui Mister Mxyzptlk convince Bizzarro ad attaccare Superman perché lui ed i suoi amici si stavano prendendo gioco di lui. Questa è una menzogna, naturalmente, ed un Mxyzptlk senza poteri è mandato sulla luna di Bizzarro come suo "amico".
Nell'edizione italiana della serie Bizzarro ha la voce di Diego Reggente.

#### Smallville
Nella serie televisiva Smallville Bizzarro è uno dei fantasmi evasi dalla Zona fantasma nella sesta stagione, quando Clark apre il portale per fuggire egli stesso. Il fantasma vaga per il pianeta Terra uccidendo molti esseri umani per servirsi dei loro corpi. Il suo obiettivo era quello di appropriarsi di un frammento di DNA di un kryptoniano per riprodurne la sequenza e creare un corpo in cui stabilirsi in modo permanente. Lex Luthor gli dà la caccia per cercare di studiarlo, ma riesce ad impossessarsi del DNA di Clark, diventandone una copia quasi perfetta. Infatti ha caratteristiche opposte alle sue: ad esempio a contatto con la kryptonite verde Bizzarro si rinforza mentre rifugge la luce solare, che per Clark è la fonte principale di energia. Negli episodi 6x22 e 7x01 i due danno vita a uno scontro che termina con la vittoria di Clark il quale riesce a battere Bizzarro grazie all'aiuto di Martian Manhunter che porta il fantasma verso il Sole. Bizzarro ritornerà però a Smallville fingendosi Clark e appropriandosi della sua vita, mentre Clark è esiliato dal padre Jor-El nella Fortezza della solitudine. Quando Clark ritorna dalla Fortezza, trova Bizzarro al suo posto e riesce a sconfiggerlo definitivamente solo grazie a un altro kryptoniano, Dax-Ur, e all'aiuto di Lana. Dax-Ur è uno scienziato kryptoniano che si è insediato sulla Terra vivendo una vita da umano per merito di un braccialetto di krytonite blu, che ha come effetto il totale annullamento dei superpoteri e dona un frammento di questa speciale pietra a Clark, il quale la utilizza per sconfiggere definitivamente Bizzarro e riappropriarsi della sua vita. Le settimane che Bizzarro ha vissuto assieme a Lana sono uno degli eventi che spezza definitivamente il rapporto tra lei e Clark, perché non solo Lana non è mai riuscita a capire di essere di fronte ad un impostore, ma prima di scoprirlo ha addirittura ammesso che il tempo vissuto assieme a Bizzarro sia stato il più felice della sua vita: anche se Bizzarro è stato sconfitto, Clark e Lana sono divorati dai dubbi, poiché consci che quanto è accaduto sia la prova che non siano le due anime gemelle che in tutti quegli anni avevano creduto di essere.

#### Supergirl
Una versione femminile del personaggio appare in Supergirl, il miliardario Maxwell Lord crea un clone di Supergirl usando il suo DNA su delle Jane Doe in stato comatoso, una di loro assume le stesse fattezze di Supergirl, ma i suoi poteri sono opposti ai suoi, infatti la sua vista può congelare e dalla bocca sputa fuoco, inoltre la kriptonite non la indebolisce, al contrario la rende più aggressiva, inoltre ha reso la sua carnagione deformata.

#### Superman & Lois
Il personaggio è inizialmente il cattivo principale della seconda stagione di Superman & Lois

### Videogiochi
Bizarro appare come Premier Skin di Superman nel videogioco Injustice 2.